# Faglia di Chaman

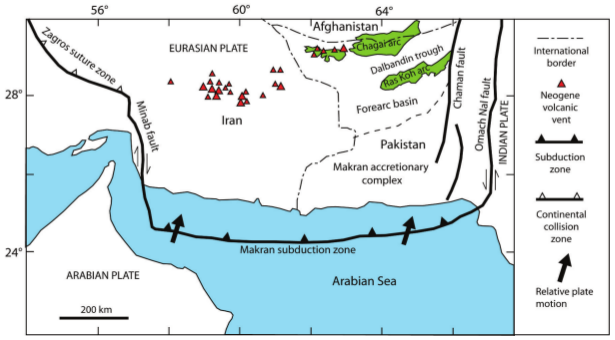
A est, in questo schema della zona di subduzione di Makran, è rappresentato anche l'inizio della faglia di Chaman, che collega quindi la fossa di Makran all'orogenesi himalayana.

La faglia di Chaman è una grande e attiva faglia a trascorrimento (o "trasforme") sinistro che si estende per oltre 850 km in direzione nord-est/sud-ovest nei territori di Pakistan e Afghanistan. Tettonicamente si tratta in realtà di un sistema di faglie geologicamente correlate (di cui spesso in letteratura vengono considerate parte anche le faglie di Ghazaband e di Ornach-Nal) che separa la placca euroasiatica dalla parte occidentale della placca indo-australiana, e proprio il movimento di quest'ultima verso nord rispetto alla placca euroasiatica fa sì che lo slittamento presso la faglia di Chaman sia nell'ordine dei 10 mm all'anno se non di più. Le due placche in questione, però, non si stanno solo spostando lateralmente l'una rispetto all'altra, ma stanno anche convergendo l'una verso l'altra, e ciò fa sì che sulla faglia agisca non solo una componente trascorrente ma anche una componente compressiva, rendendola quindi una faglia transpressiva.

## Percorso
A sud, la faglia di Chaman inizia presso la tripla giunzione in cui si incontrano i tre margini di placca che separano la placca araba, la placca euroasiatica e la placca indo-australiana, situata al largo della costa della regione pachistana del Makran. Da qui la faglia si dirige verso nord-est attraversando il Belucistan, poi verso nord-nord-est entrando in Afghanistan, dove si estende poco a ovest di Kabul, e quindi di nuovo verso nord-est, intersecando la faglia trasforme destra di Herat, fino a che, a nord del 38º parallelo, si unisce al sistema di faglia del Pamir, portando così di fatto a una congiunzione tra la fossa di Makran, a sud-ovest, e l'orogenesi himalayana, a nord-est. Lungo tutto il suo percorso, la faglia passa a ovest di diverse catene montuose del Belucistan a essa parallele, come ad esempio i monti Kīrthar, che sono tutte frutto della compressione che agisce sul bordo di placca. La zona di frattura relativa al sistema di faglia che si estende verso sud-ovest a partire dalla sopraccitata tripla giunzione, infine, è conosciuta come zona di frattura di Owen. 
Lungo la faglia sono presenti diversi dislocamenti della stessa, molti dei quali sono geologicamente molto recenti, tanto che solo i sedimenti alluvionali presenti negli uadi non sono dislocati. Inoltre, mentre ormai la comunità scientifica è quasi del tutto concorde nell'affermare che il tasso di scorrimento sulla faglia di Chaman sia di almeno 10 mm all'anno, una ricerca basata su rocce vulcaniche pachistane risalenti a circa 2 milioni di anni fa ha dimostrato che il dislocamento di tali formazioni rocciose è tale da far pensare a una velocità di scorrimento sulla faglia di 25-35 mm all'anno.

## Terremoti
Di seguito alcuni dei più grandi terremoti a noi noti che hanno interessato la zona lungo la faglia:
- 5 o 6 luglio 1505: un terremoto crea una frattura superficiale lunga circa 60 km e con un dislocamento verticale di diversi metri lungo una della faglie trasformi del sistema di faglia di Chaman, chiamata talvolta faglia di Paghman.[6]
- 31 maggio 1935: Un terremoto di magnitudo momento pari a 7,7 colpisce il Belucistan lungo la porzione di Ghazaband del sistema di faglia, uccidendo più di 35 000 persone.[7][8]
- 16 marzo 1978: Un terremoto di magnitudo momento pari a 6,4 crea una frattura superficiale lunga oltre 5 km con un dislocamento laterale sinistro di 4 cm e un più piccolo scorrimento verticale.[9]
- 24 settembre 2013: Un terremoto di magnitudo momento pari a 7,8, con epicentro a circa 270 km a nord di Karachi, uccide oltre 500 pachistani e ne ferisce migliaia, provocando ingenti danni e innescando l’eruzione di nuove bocche fangose al largo della costa del Makran, come quella che ha generato la nuova isola Terremoto (in urdu جزیرہ زلزلہ, in arabo جزيرة زلزلة, Zalzala Jazeera), sorta a ridosso delle coste del Pakistan come risultato, per l'appunto, dell'attività di un vulcano di fango.[10][11]